# Catharylla tenellus
Catharylla tenellus là một loài bướm đêm trong họ Crambidae.